# Стеван Сремац
Стеван Сремац (*Стеван Сремац; 11(23 листопада) 1855, Сента —† 12(25 липня) 1906, Сокобаня) — сербський письменник епохи реалізму.

## Життєпис
Походив зі знатної родини Сремац. Народився у містечку Сента (сучасна Воєводина, Сербія). Початкову освіту отримав у Піроті. Рано втратив батьків. Разом із дядьком Йованом Джорджевичем у 1868 році перебирається до Белграду. Тут у 1875 році закінчив гімназію. У 1878 році закінчив історичне відділення Белградського університету.

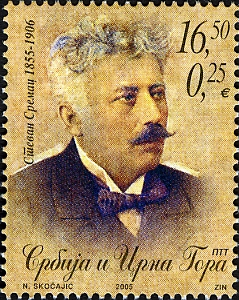
Стеван Сремац на сербській марці, 2005 рік

Добровольцем брав участь у російсько-турецькій війні 1877—1878 років. Викладав історію в школах Ніша, Пірота та Белграда. При цьому був активним членом Ліберальної партії, підтримував династію Обреновичів. Помер у 1906 році.

## Творчість
Став відомим наприкінці 1880-х років завдяки циклу романтичних оповідань про старовину (зібрані в книзі «Зі старовинних книг», 1903—1909).
Визнання принесли гумористичні та сатиричні оповідання, повісті, романи про сучасність, в яких дана блискуча характеристика провинційного середовища, побуту, звичаїв середнього стану (повісті «Івкова слава», 1896 рік; «Зона Замфірова», 1907 рік; роман «Поп Чира і поп Спіра», 1898 рік).
З найбільшою силою його талант проявився в сатирі, спрямованій проти політиканства, діляцтва — оповідання «Поважний старець!», «Новий рік», сатиричний роман «Вукадін» (1896—1897 роки). Тут вплинули традиції українського письменника М. Гоголя.

## Вибрані твори
- Різдвяне печеня (Божићна печеница)(1893)
- Івкова слава (Ивкова слава)(1895)
- Ілюмінація на селі (Лимунација на селу)(1896)
- Поп Чира і поп Спіра (Поп Ћира и поп Спира)(1898)
- З книг старовинних (Из књига староставних)(1903—1909)
- Вукадін (1903)
- Дядько Йордан (Чича Јордан)(1903)
- Зона Замфірова (1906)